# RACE符号化方式
RACE符号化方式（英語: RACE encoding）とは、DNSサーバーに格納するために、ASCII以外の文字（中国語、日本語など）をASCII文字で使用する外国語を符号化する方式。文字列が全てASCII文字で構成されている場合には用いられない。この方式で用いられる文字は、数字、文字、ダッシュで構成されている。
RACE符号化方式は、ISO/IEC 10646のより大きなスキームの一部である。文字の割り当てはUnicodeと一致する。ただし今日では、ほとんどが放棄され、Punycodeが代わりに用いられている。  

## 由来
RACEは以下の文字の頭文字を取ったものである。
- R: 行ベース（Row-based）
- A: ASCII
- C: 互換性（Compatible）
- E: 符号化方式（Encoding）

## 参照
1. ↑  Hoffman <paul.hoffman@vpnc.org>, Paul. “RACE: Row-based ASCII Compatible Encoding for IDN” (英語). tools.ietf.org. 2020年6月18日閲覧。
2. ↑  "Definition of: RACE encoding" by PC Mag Encyclopedia